# 长城制片公司
長城電影製片有限公司（英語：Great Wall Movie Enterprise Co. Ltd.），原名長城影業公司，是香港一間電影公司，由中国共产党左翼陣營经营。

## 历史
1949年，永華影業公司的李祖永、張善琨不再合作。張善琨另行組織長城影業公司，總經理袁仰安、經理胡晉康、廠長沈天蔭，出品了《蕩婦心》（1949）、《血染海棠紅》（1949）、《瓊樓恨》（1949）、《王氏四俠》（1950）、《一代妖姬》（1950）等影片。1950年張善琨退出長城、公司改名為長城電影製片有限公司，袁仰安任總經理，香港《大公報》經理費彝民、航運業呂建康支持，司馬文森為挑選劇本顧問。主要拍社會寫實國語片。
1982年，長城電影製片有限公司和鳳凰影業公司、新聯影業公司及中原電影製片公司三間公司合併為銀都機構，隸屬中華人民共和國政府。其中，長城、鳳凰、新聯三家影業公司一般合稱為「長鳳新」。

## 外部連結
- HKMDB - 長城電影製片有限公司 （页面存档备份，存于）
- 「香港影人口述歷史叢書」之二 理想年代──長城、鳳凰的日子 - 序言 （页面存档备份，存于）